# Bayadera strigata
Bayadera strigata là loài chuồn chuồn trong họ Euphaeidae (Epallagidae). Loài này được Davies & Yang miêu tả khoa học đầu tiên năm 1996.